# Ceilândia
Ceilândia is een administratieve regio in het Federaal District in Brazilië. 

## Geschiedenis
Ceilândia werd in 1971 gecreëerd door de Braziliaanse regering om te verhinderen dat mensen naar Brasilia bleven verhuizen en er sloppenwijken op te zetten. De naam komt van de Portugese afkorting "CEI" (Campanha de Erradicação de Invasões). In 1969, slechts negen jaar na de oprichting van de stad Brasilia, woonden er al bijna 80.000 mensen in favela's, op een bevolking van 500.000. Ceilândia werd gebouwd om deze mensen in onder te brengen. 

## Sport
De stad heeft verscheidene voetbalclubs die al op regionaal niveau in de hoogste klasse van het staatskampioenschap speelden. Grêmio Esportivo Tiradentes speelde ook enkele seizoenen op nationaal niveau, maar werd in 2001 ontbonden. Ook Ceilândia EC en SE Ceilandense speelden enkele seizoenen in de nationale reeksen. 
Águas Claras · Arniqueira · Brazlândia · Candangolândia · Ceilândia · Cruzeiro · Fercal · Gama · Guará · Itapoã · Jardim Botânico · Lago Norte · Lago Sul · Núcleo Bandeirante · Paranoá · Park Way · Planaltina · Plano Piloto · Recanto das Emas · Riacho Fundo · Riacho Fundo II · Samambaia · Santa Maria · São Sebastião · Setor Complementar de Indústria e Abastecimento · Setor de Indústria e Abastecimento · Sobradinho · Sobradinho II · Sol Nascente/Pôr do Sol · Sudoeste/Octogonal · Taguatinga · Varjão · Vicente Pires